# Краматорська загальноосвітня школа №12
Загальноосві́тня шко́ла І-ІІІ сту́пенів № 12 імені Степана Чубенка (ЗОШ № 12) — середня загальноосвітня школа, розташована в місті Краматорськ, Донецької області.

## Історія
Школа відкрита у 1935 році. Станом на вересень 2017 року в школі навчається 453 учні в 18 класах. Мова навчального процесу — українська.
21 листопада 2016 року в школі було відкрито меморіальну дошку народному Герою України Степану Чубенку.
У серпні 2021 року, на сесії Краматорської міської ради депутатами було прийнято рішення про присвоєння Краматорській загальноосвітній школі № 12 імені колишнього учня Степана Чубенка.

## Відомі вихованці школи
- Степан Чубенко (нар. 11 листопада 1997 — пом. 25 липня 2014) — український школяр та патріот, воротар футбольного клубу «Авангард» (Краматорськ), катований і розстріляний бойовиками проросійської терористичної організації ДНР за проукраїнську позицію. Народний Герой України[4] та лицар Ордена «За мужність»[5].